# Weitenau (Steinen)
Weitenau ist seit dem 1. Januar 1974 ein Ortsteil der Gemeinde Steinen im baden-württembergischen Landkreis Lörrach. Das 6,78 Quadratkilometer umfassende Gemeindegebiet erstreckt sich nordöstlich von Steinen und verbindet das Wiesental mit dem Kleinen Wiesental.

## Geschichte

### Ortsname
Ortsnamensendungen mit -au weisen oft darauf hin, dass sich der Ort an einem Fluss befindet. Es entstand über mittelhochdeutsch ouwe aus germanisch *ahwõ ‚Gewässer, Fluss‘.
Weitenau wurde erstmals 1100 als Witnowe, 1138 als Witnowa (WUB 2,3) erwähnt, unter anderem 1140 in einer päpstlichen Bulle aus Wintenowa (WUB 2,14). Im Folgenden sind weitere über Jahrhunderte hinweg niedergeschriebene Erwähnungen des Ortsnamens genannt: Witinovva 1173 und 1189 (WUB 2,172 und 2,266), Wyttnovva ca. 1186 (Herrgott, Gen. Habs. 2,201), Wittewunowe 1257 (BaslU. 1,238), Wittenöwe 1275 (FDA 1,163), Witnowe 1321 (K. S. Blasien (Ambringen)), villa 1344 (K. Berain 9598 Propstei), Wittnow 1350 (K. Berain 7211), villa Witnow 1376 (K. Breisgauer Archive), Witenöwe 1382 (K. Breisgauer Archive), Wytnow 1553 (Z. 31,179).

### Dorfgeschichte
Nach der Ersterwähnung 1100 erscheint 1344 das Dorf im Zwing und Bann des Klosters Weitenau und unter der Vogtei der Markgrafen von Hachberg-Sausenberg. In dieser Zeit umfasste die Vogtei Weitenau auch die Orte Wieslet, Demberg, Eichholz, Henschenberg und Sallneck.

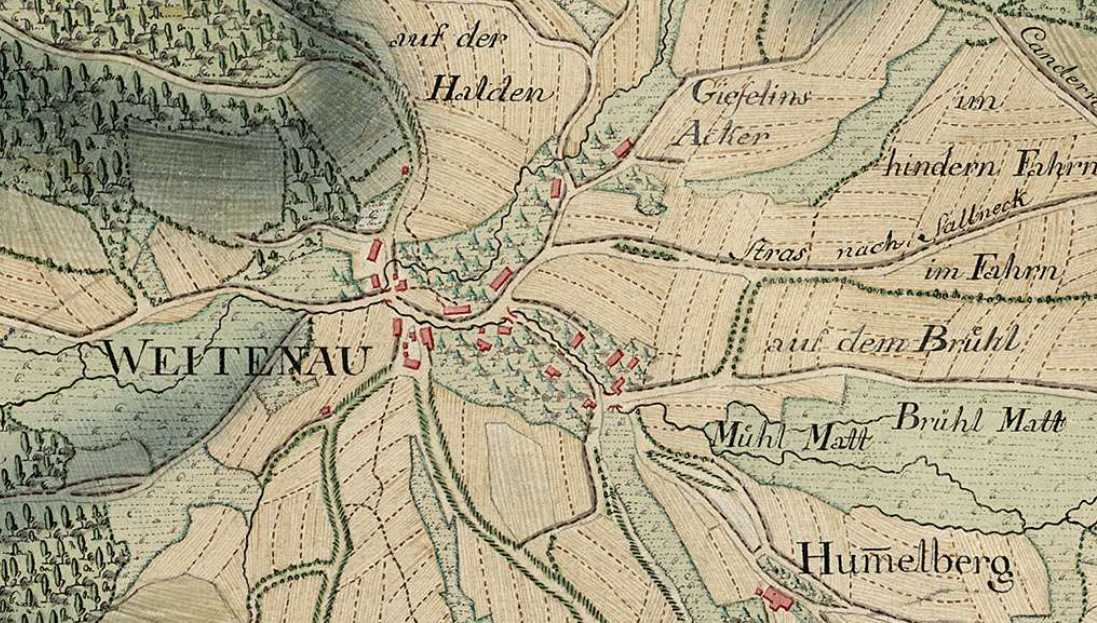
Karte des Dorfes Weitenau (1781)

Die Siedlung und Gemarkung dürften zur Herrschaft der Herren von Warth gehört haben. Ob der Flurname Burg auf eine Burg derer von Wart schließen lässt bleibt ungeklärt. Die Leute und Güter des Klosters St. Blasien gehörten 1413 zum Dinghof des Klosters in Steinen. Kloster Weitenau war damals eine zu St. Blasien gehörende Benediktiner-Propstei, welche zur Zeit der Reformation aufgehoben wurde.
Unter den Markgrafen von Baden gehörte Weitenau zur Landgrafschaft Sausenberg, Oberamt Rötteln, kam 1809 zum Bezirksamt Schopfheim und 1936/39 schließlich zum Landkreis Lörrach.
Im Juli 2000 wurde in Weitenau das 900-jährige Dorfjubiläum begangen.

### Eingemeindung
Im Zuge der Gemeindereform, die das Land Baden-Württemberg 1967 einleitete, fanden auch in den Gemeinden des Weitenauer Berglandes Diskussionen statt, ob ein Anschluss an die Gemeinde Steinen auf freiwilliger Basis angestrebt werden sollte. Weitenau machte diesen Schritt bereits mit Wirkung vom 1. Januar 1974, Endenburg folgte per 1. Oktober 1974. Die übrigen Ortsteile der heutigen Gemeinde Steinen wurden durch Gesetz vom 9. Juli 1974 per 1. Januar 1975 zwangsweise zur neuen Gesamtgemeinde Steinen zusammengeschlossen.

## Geografie

### Lage

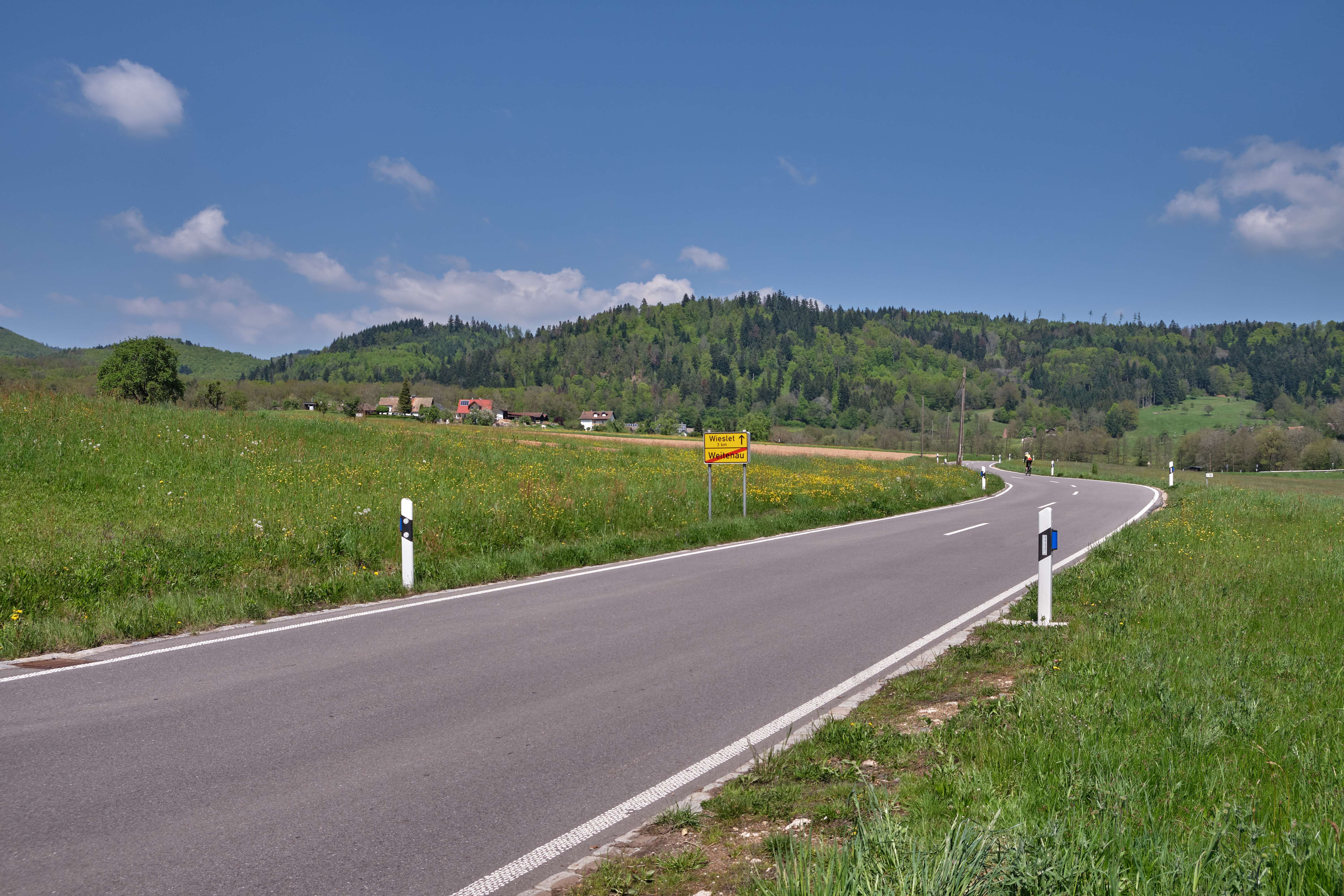
Nördlicher Ortsausgang in Richtung des Passes nach Wieslet

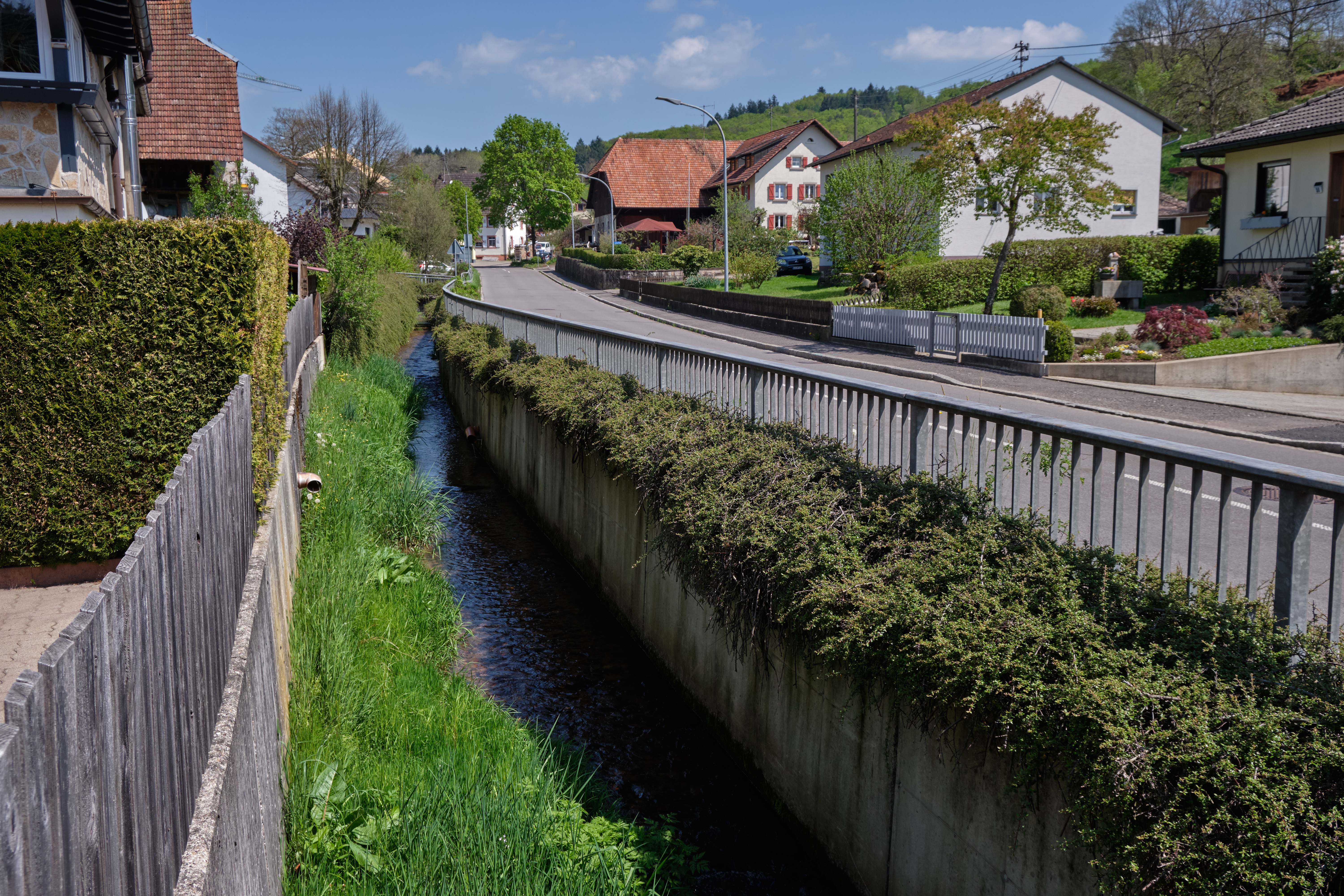
Talstraße und Schwammerich

Weitenau ist eine locker bebaute Talsiedlung im nördlich vorgerückten Seitental der Wiese, an welchem mehrere Bäche zusammenfließen. Es liegt fünf Kilometer nordöstlich von Steinen, ist ein Straßendorf, welches im Wesentlichen entlang der Talstraße (Kreisstraße 6346 und Landesstraße 136) besiedelt ist. Die in Nord-Süd-Richtung verlaufende Straße entlang der Talachse verbindet Steinen mit dem Kleinen Wiesental. Mittig im Ortskern zweigt nordwestlich die Scheideckstraße (L 136) Richtung Schlächtenhaus ab, die in ihrer Verlängerung über den Scheideckpass nach Kandern führt.
Durch den Ort fließt der Bach Schwammerich teilweise parallel zur Talstraße und bildet ein schmales, teilweise nur rund 50 Meter messendes, Tal nach Steinen. Kurz vor Steinen mündet der Schwammerich in den Steinenbach.

Nördlich vom besiedelten Kern führt die L 136 über einen kleinen Passübergang auf Höhe der Abzweigung zum Schillighof auf einer Höhe von 420 m ü. NHN nach Wieslet.

### Gliederung
Neben dem Dorf Weitenau gehören dem Ortsteil die im Norden gelegenen Weiler (Zinken) Schillighof, Farnbuck, im Süden Außerdorf sowie nordwestlich der Wohnplatz Hummelberg an.
Bis 1861 gehörten das Kloster Weitenau und der Klosterhof noch zur Gemarkung von Weitenau und kamen dann zu Schlächtenhaus.
Die höchsten Erhebungen auf Weitenauer Gemarkung sind der 595 m hohe Hornberg und der 545 m hohe Häfnet.

### Geologie
Der Ortsteil Weitenau liegt am südlichen Rand der Ausraumzone zwischen dem Schwarzwald und den Buntsandsteinrücken des Weitenauer Berglandes. Neben Buntsandstein ist der Hauptbestandteil des Weitenauer Berglandes Rotliegendes, was auch im Flussbett der Wiese zu sehen ist. Kleinere Wiesennebenflüsse wie der Steinenbach haben die Abhänge der eher flache Vorbergzone der Weitenauer Berge zerschnitten. An diesen Stellen zeichnen sich die Weitenauer Berge durch echte Tafelberge aus, die steil abfallen, sich nach unten verbreitern, aber in sich wenig gegliederte Flanken aufweisen. (→ Naturräumliche Gliederung des Südschwarzwaldes)

## Politik

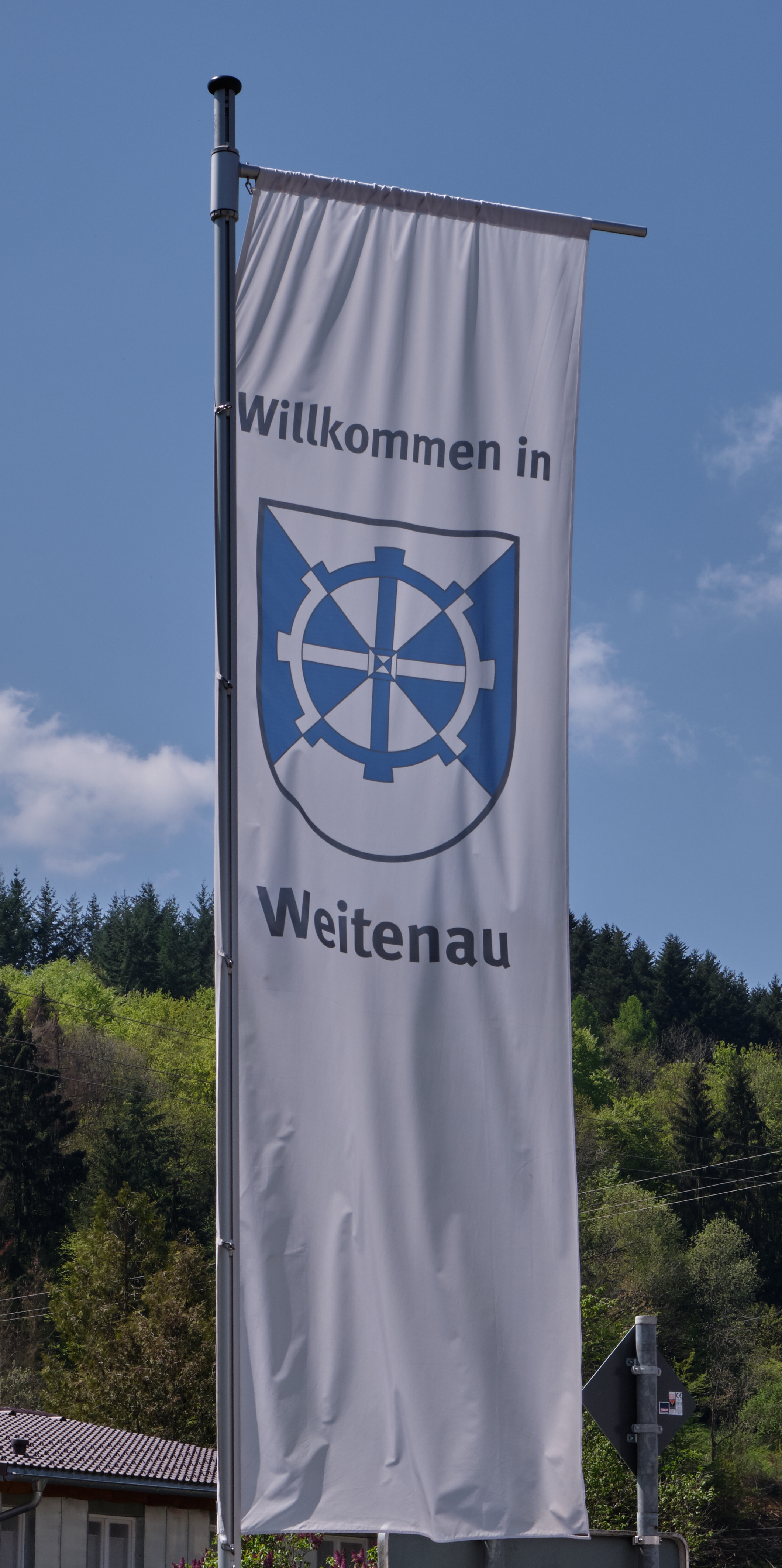
Flagge mit Wappen Weitenaus

### Wappen
Blasonierung des ehemaligen Gemeindewappens von Weitenau ist ein silber und blau schräggevierter Schild belegt mit einem vierspeichigen Mühlrad in verwechselten Farben. Das Wappen wurde 1904 vom Generallandesarchiv Karlsruhe geschaffen. Der Wappenschild ohne die Gemeine Figur entspricht dem Wappen der Freiherren von Wart, die als frühere Ortsherren gesehen werden. Die Gemeine Figur, das Mühlrad, erinnert an die Klostermühle.

Wappen in Verbindung mit Weitenau
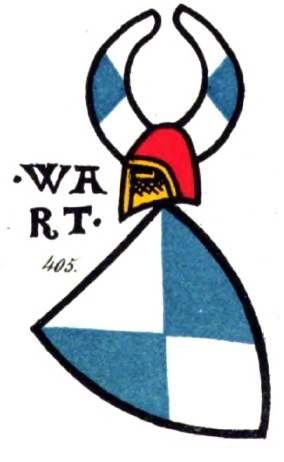
Wappen der Freiherren von Wart
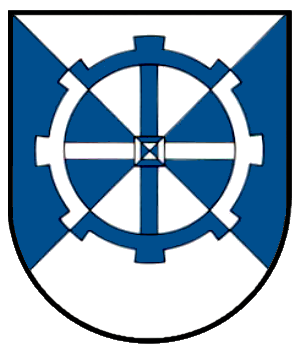
Wappen der ehemaligen Gemeinde Weitenau ab 1904
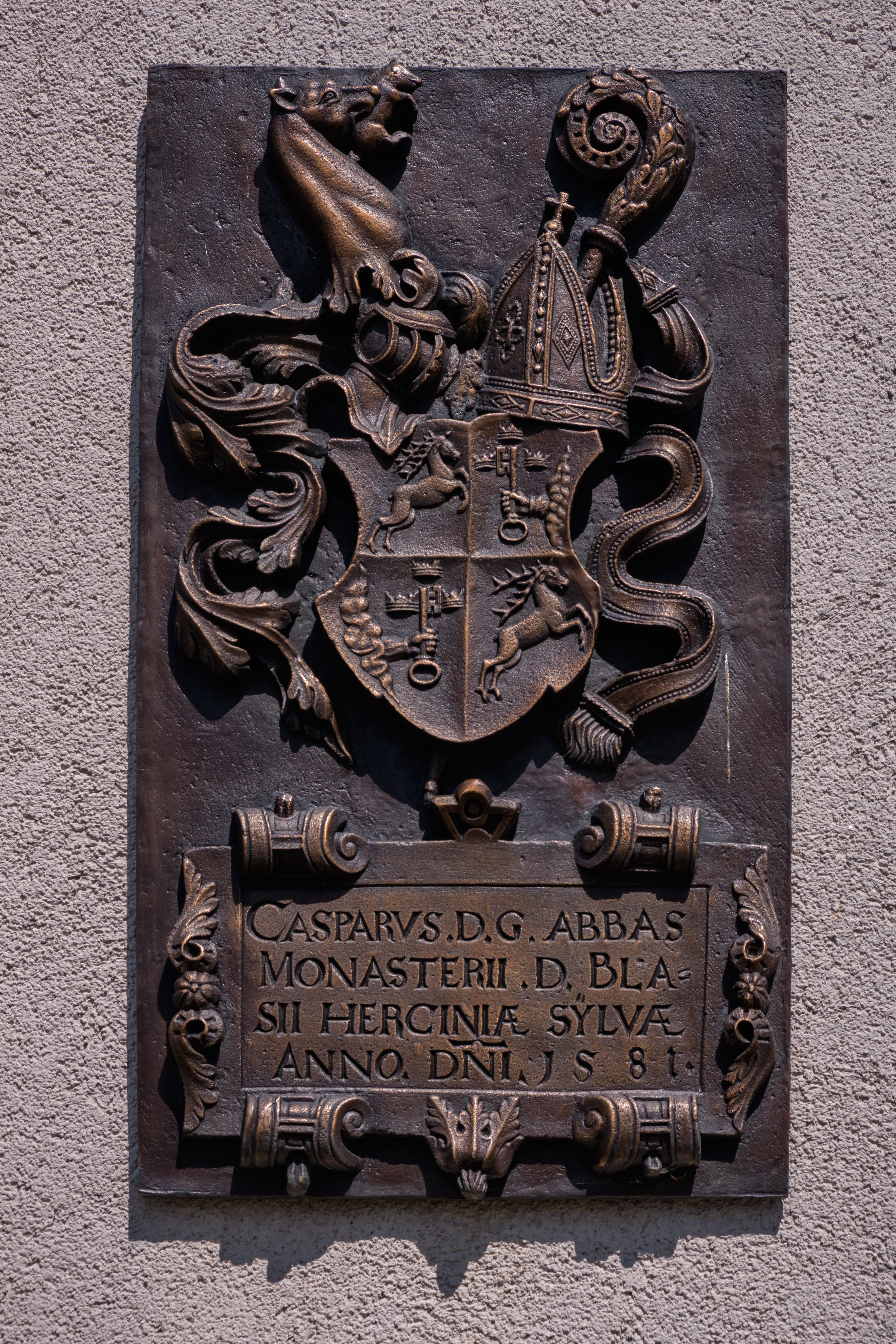
Bronzetafel (Kopie) mit Wappen von Caspar II. Thoma, Abt des Klosters St. Blasien am ehemaligen Rathaus von Weitenau
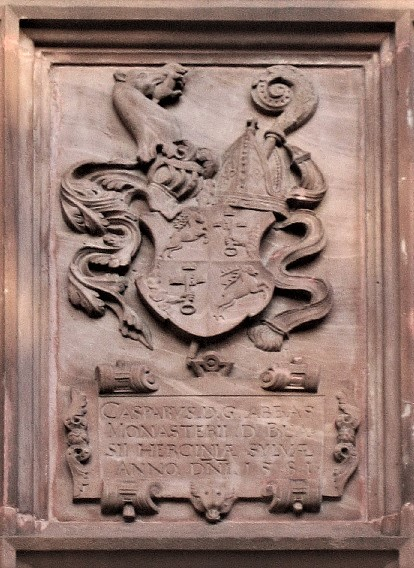
Sandsteintafel mit Wappen von Caspar II. Thoma, Abt des Klosters St. Blasien am Brombacher Schloss (ehemals am Kloster Weitenau)

### Ortschaftsrat
Weitenau verfügt über einen Ortschaftsrat, der von einem Ortsvorsteher angeführt und einer Stellvertretung unterstützt wird. Dem Rat gehören sieben Mitglieder an. Sitz des Ortschaftsrates ist das Rathaus in Weitenau.

## Bevölkerung

### Einwohnerentwicklung
Die Zahl der Einwohner Weitenaus entwickelte sich wie folgt:
| Jahr | Einwohner |
| ---- | --------- |
| 1852 | 415       |
| 1871 | 385       |
| 1880 | 341       |
| 1890 | 316       |
| 1900 | 341       |
| 1910 | 281       |
| 1925 | 297       |
| 1933 | 315       |
| 1939 | 294       |

| Jahr | Einwohner |
| ---- | --------- |
| 1950 | 331       |
| 1956 | 340       |
| 1961 | 359       |
| 1970 | 399       |
| 1980 | 388       |
| 1990 | 499       |
| 2007 | 594       |
| 2012 | 588       |
| 2017 | 553       |

### Religion
Aufgrund der historischen Zugehörigkeit zur Markgrafschaft Baden-Durlach ist die Bevölkerung überwiegend evangelisch und gehört zur Kirchengemeinde Vorderes Kleines Wiesental, hat aber keine eigene Kirche. Seit der Reformation (1556) bis 1891 gehörte Weitenau zur Klosterkirche Weitenau, die evangelische Pfarrkirche war. Seither ist der Pfarreisitz Schlächtenhaus, dessen Sprengel auch Endenburg umfasst. Evangelische Kirchen gibt es in den drei Nachbarorten Wieslet, Hofen und Endenburg. Für die Katholiken ist die Pfarrgemeinde Steinen-Höllstein-Maulburg-Schopfheim zuständig.
Die Zugehörigkeit zu den Religionsgemeinschaften verteilte sich in der Vergangenheit wie folgt:
| Religionszugehörigkeit in Weitenau | Religionszugehörigkeit in Weitenau | Religionszugehörigkeit in Weitenau | Religionszugehörigkeit in Weitenau |
| Jahr                               | Religion                           | Religion                           | Religion                           |
| ---------------------------------- | ---------------------------------- | ---------------------------------- | ---------------------------------- |
|                                    | evangelisch                        | katholisch                         | sonstige                           |
| 1858                               | 100,0 %                            | 0 %                                | 0 %                                |
| 1925                               | 94,6 %                             | 2,4 %                              | 3,0 %                              |
| 1950                               | 92,4 %                             | 6,9 %                              | 0,6 %                              |
| 1961                               | 91,4 %                             | 7,5 %                              | 1,1 %                              |
| 1970                               | 86,0 %                             | 12,5 %                             | 1,5 %                              |

## Kultur und Sehenswürdigkeiten

### Ortsbild, Bauwerke und Sehenswürdigkeiten

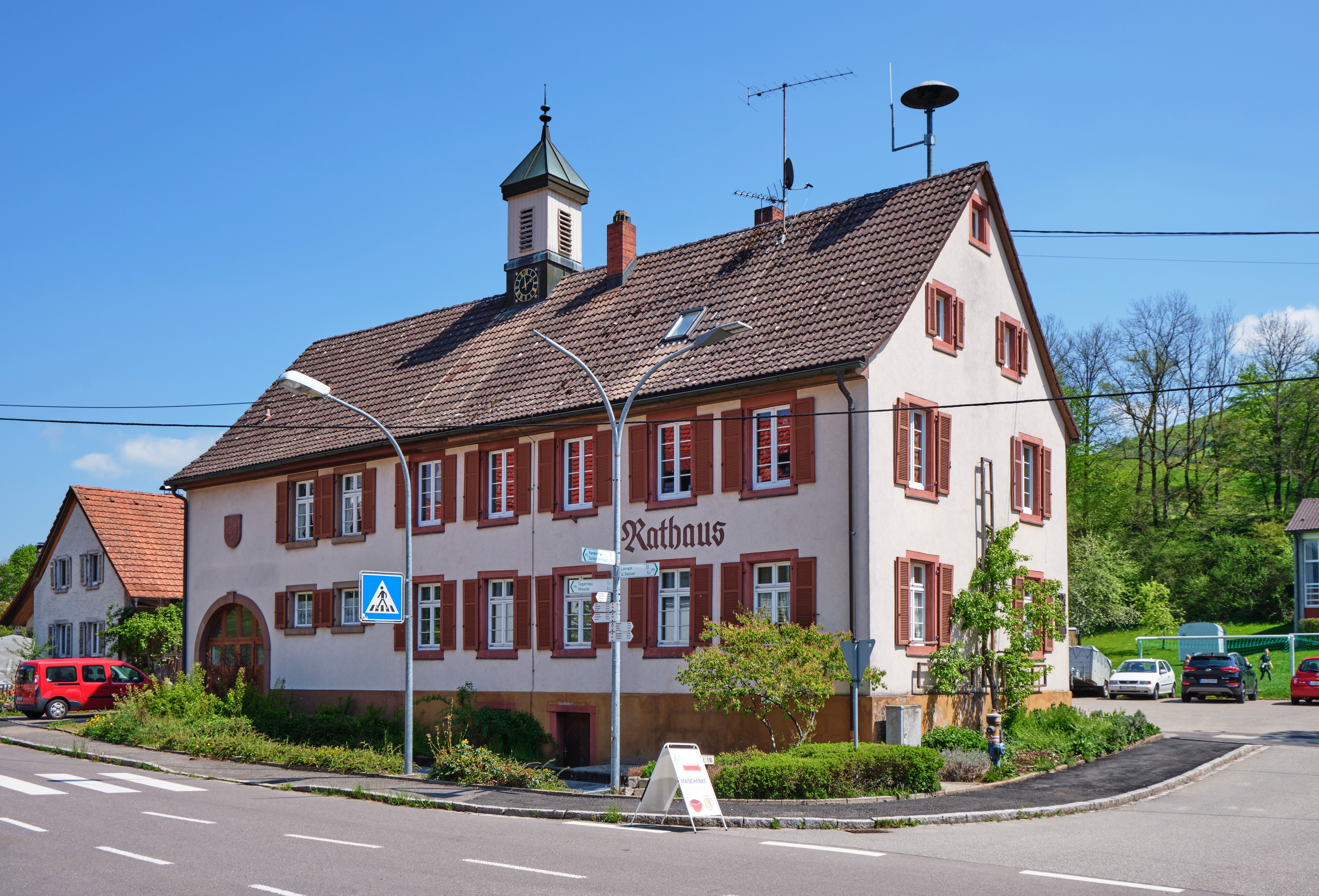
Rathaus Weitenau

Dorfkern ist der Einmündebereich der Tal- und der Scheideckstraße, an welcher sich das Rathaus befindet. Das Haus mit Satteldach und zwei Vollgeschossen trägt einen auffälligen Dachreiter mit einer Uhr. Bis 1960 erfüllte das Haus zusätzlich die Funktion eines Schulhauses. Im hofseitigen Anbau ist der Geräteschuppen der Freiwilligen Feuerwehr angegliedert. Gegenüber dem Rathaus stand bis 1989 eine Holzsäge.
Südlich vom Rathaus führt der Talweg eine Abzweigung zu einer Wendeschleife, um welcher sich ein Spiel- und ein Bolzplatz, die Schule, die Halle Weitenau gruppieren. Die Halle, die auch Sportstätte des Ringervereins ist, gilt als sportlich und kultureller Mittelpunkt des Ortes und seiner Umgebung.
Der gut einen Kilometer westlich vom Dorfkern gelegene Vogelpark Steinen gehört bereits zur Gemarkung von Schlächtenhaus-Hofen.

### Vereine

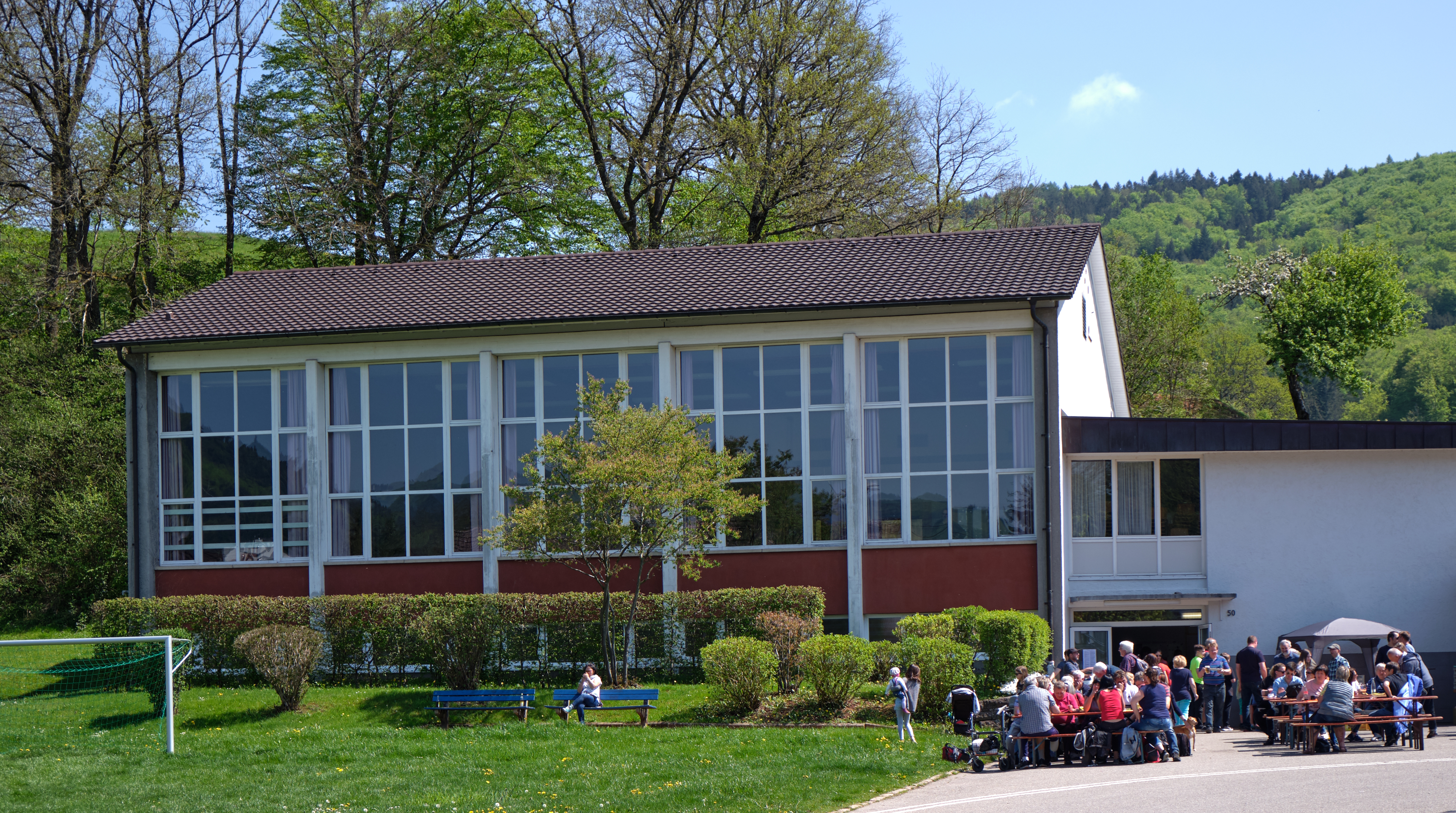
Halle Weitenau

In Weitenau aktiv ist neben einem Tennisclub, einem Turn- und Sportverein auch ein Frauenverein.
Besonders erfolgreich sind die Teilnehmer der Wettkampfgemeinschaft (WG) Weitenau-Wieslet, die immer wieder in der Bundesliga mitkämpfen, so zum Beispiel 2014 in der 2. Ringer-Bundesliga. Die Wettkampf-Gemeinschaft entstand 1971 aus dem Zusammenschluss des TuS Weitenau und SV Wieslet. Die WG verfügt über eine Kader- und eine Jugendmannschaft.
Der Gesangsverein Harmonie Weitenau stammt ursprünglich vom Männergesangsverein ab, der bereits 1830 an einem Sängerfest in Kandern teilnahm. Eine schriftliche Niederschrift ist 1844 belegt, 1864 kam es zu einer Neugründung des Vereins, der damals aus 15 Männern bestand. Im November 1883 wurden elf Frauen in den Chor eingegliedert.
Neben einer Sektion des Musikvereins Steinen ist in Weitenau auch das am 7. Dezember 1963 gegründete Harmonika-Orchester Weitenau-Schlächtenhaus beheimatet.

## Infrastruktur und Wirtschaft

### Bildungseinrichtungen
Im Dorfkern von Weitenau befindet sich die nach dem Maler und Zeichner Ernst Schleith benannte Ernst-Schleith-Grundschule. Als Nachbarschaftsschule nimmt sie neben Schüler aus Weitenau auch Schüler aus Endenburg, Schlächtenhaus und Wieslet auf. Darüber hinaus existiert im Gebäude auch eine Kindertageseinrichtung beziehungsweise ein Kindergarten, der von den beiden Verbänden der Evangelischen Kirchengemeinden im Kleinen Wiesental sowie des Evangelischen Pfarramts Schlächtenhaus getragen wird.

### Freiwillige Feuerwehr
Die Freiwillige Feuerwehr Steinen unterhält in Weitenau ebenfalls eine Abteilung mit 35 aktiven Mitgliedern. Im Jahr 2018 war die Abteilung an acht Einsätzen beteiligt und hat an 17 Übungen teilgenommen. Darüber hinaus wirkt die Feuerwehr auch an der Ausrichtung des Dorffestes und des Scheibenfeuers mit.

### Veranstaltungen

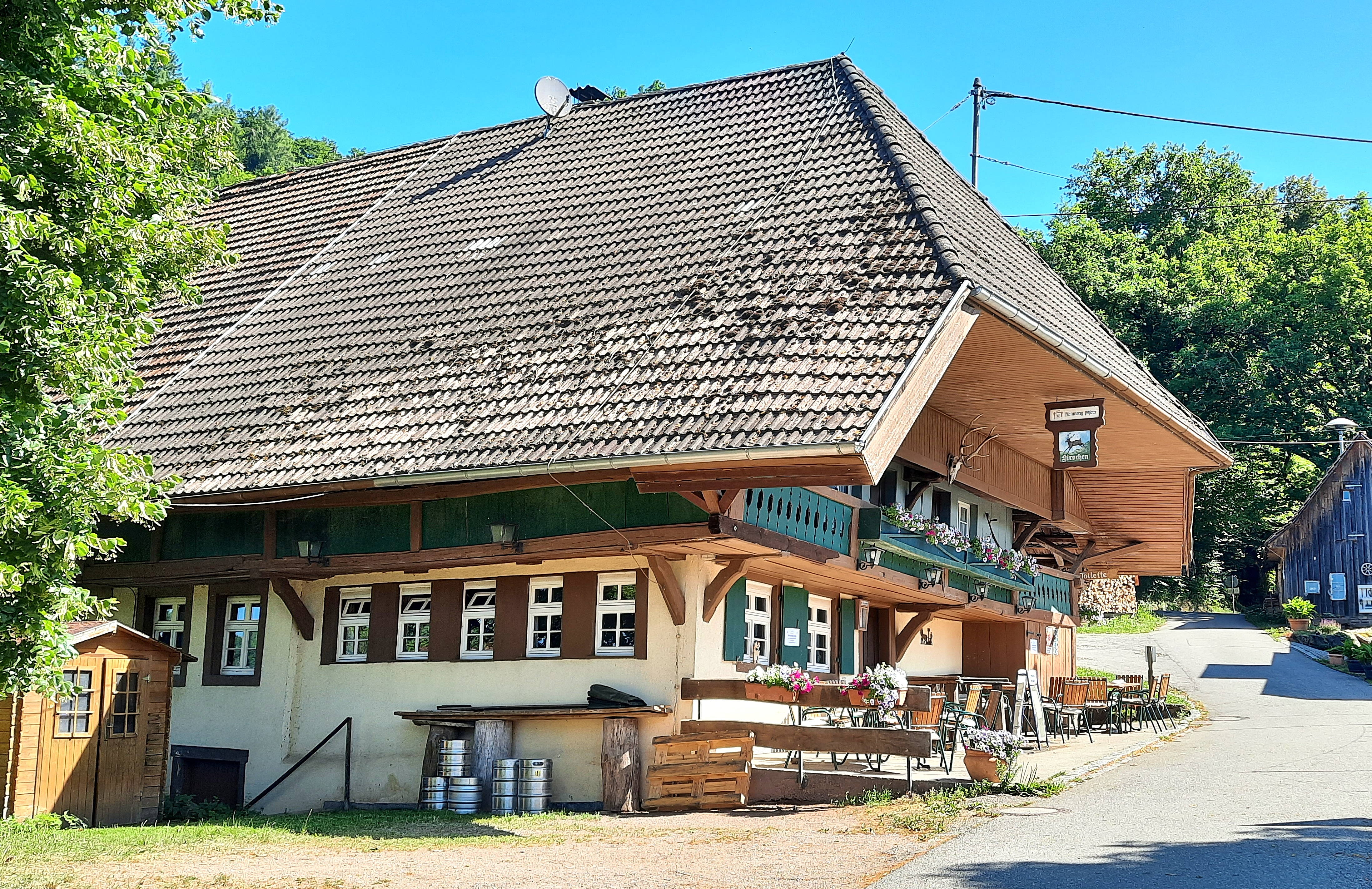
Gasthaus Hirschen in Weitenau-Schillighof.

Neben Fasnachtsveranstaltungen finden beim Gasthaus zum Hirschen im Weiler Schillighof Freiluftkonzerte und Freilichttheateraufführungen statt.

### Wirtschaft
Neben Restaurationsbetrieben ist die 1978 gegründete Firma König Garten- und Landschaftsbau, Baumschule und Recycling mit rund 35 Mitarbeitern größter Gewerbebetrieb im Ort. Der Baumschulbetrieb besteht seit 1947.

## Söhne und Töchter
- Robert Reitzel (1849–1898), Schriftsteller und Journalist
- Karl Kilchling (1886–1962), Geophysiker